# Międzynarodowy transport morski
Międzynarodowy transport morski – zespół czynności związanych z wszelką eksploatacją statku morskiego zdatnego do wykonywania bezpośrednio transportu (pokonywania przestrzeni lub dokonywania zmiany położenia towarów lub osób). Międzynarodowy transport morski obejmuje zarówno przemieszczanie się ładunku lub osób z miejsca na miejsce, jak i wszelkie działania bezpośrednio wspierające i uzupełniające, a także działania przyczyniające się do poprawy warunków i bezpieczeństwa ludzi, ładunku oraz samego statku. Międzynarodowy transport morski odbywa się drogą morską w części lub w całości poza granicami lądowymi danego państwa.
Do czynności bezpośrednio wspierających i uzupełniających transport morski należą:
- usługi świadczone w zakresie eksploatacji portów, nabrzeży, doków, mol oraz inne usługi związane z obsługą obiektów terminali morskich, wliczając w to usługi świadczone przez terminale pasażerskie w związku ze świadczeniem usług transportu morskiego;
- usługi świadczone przez śluzy wodne oraz dźwigi dla łodzi;
- pilotowanie, pomoc nawigacyjna oraz kontrola ruchu;
- ratownictwo wodne i ściąganie z mielizn;
- usługi wspomagające transport morski bezpośrednio związane z eksploatacją statków, gdzie indziej niesklasyfikowane oraz niezwiązane bezpośrednio z eksploatacją statków;
- holowanie i pchanie środków transportu morskiego;
- usługi holowania urządzeń wiertniczych, żurawi pływających, pogłębiarek, pław, kadłubów oraz statków niekompletnych.

## Rodzaje statków wykonujących międzynarodowy transport morski
Międzynarodowy transport morski jest wykonywany przez statki, to znaczy przez wszelkie urządzenia pływające, nie wyłączając urządzeń bezwypornościowych i wodnosamolotów, używanych lub nadających się do użytku jako środek transportu wodnego.

## Statki wykonujące międzynarodowy transport morski w ujęciu polskiego Kodeksu Morskiego[3]
1. statki handlowe przeznaczone lub używane do prowadzenia działalności gospodarczej – są to statki wykorzystywane nie tylko do przewozu ładunków lub pasażerów, lecz również do rybołówstwa morskiego lub pozyskiwania innych zasobów morza, holowania, ratownictwa morskiego, wydobywania mienia zatopionego w morzu, pozyskiwania zasobów mineralnych dna morskiego oraz zasobów znajdującego się pod nim wnętrza Ziemi (art. 3 § 2 k.m.);
2. statki używane do celów naukowo-badawczych, sportowych lub rekreacyjnych (art. 4 i 4a k.m.);
3. statki pełniące specjalną służbę państwową – do tej kategorii należą: statki hydrauliczne, dozorcze, pożarnicze, telekomunikacyjne, celne, sanitarne, szkolne, pilotowe, statki używane wyłącznie do ratowania życia na morzu lub łamania lodów (art. 5 k.m.);
4. jednostki pływające Marynarki Wojennej, Straży Granicznej oraz Policji (art. 6 k.m.).

## Podział statków wykonujących transport międzynarodowy ze względu na ich typ[4]

### Statki specjalne wykonujące międzynarodowy transport morski. Ich przykładami są
|  | 1. Masowiec (bulk/ ore carrier) Jest to rodzaj statku, który przewozi ładunki luzem w ilościach masowych. Ładunek przewożony na takich statkach jest ładunkiem sypkim, tj. bez specjalnego opakowania, takim jak ziarna zbóż, węgiel, cement, rudy metali, itp. Można wyróżnić: konwencjonalne masowce (conventional bulker), usprzętowione masowce (geared bulker), nieusprzętowione masowce (gearless bulker), samowyładowcze masowce (self-discharging bulker), jeziorowce (lakers) czy BIBO (bulk in bags out), pakujące towar (zazwyczaj cukier) na burcie. Poza ładunkiem masowce przewożą również załogę, wyposażenie oraz sporadycznie pasażerów. |
|  | 2. Kontenerowiec (container ship) Jest to statek skonstruowany technologicznie do przewozu ładunku w pojemnikach o zunifikowanych rozmiarach i konstrukcji (kontenery). Rodzaje statków kontenerowych według ich wielkości to: Panamax, Suezmax, Post-Panamax, Post Suezmax, Post-Malaccamax. Kontenerowce-chłodnie (refrigerated container ships) przewożą ładunki głównie w kontenerach chłodniczych. Poza ładunkiem kontenerowce przewożą również załogę, wyposażenie oraz sporadycznie pasażerów. |
|  | 3. Statek Ro-Ro (Roll-on Roll-Off ships) Statki typu Ro-Ro są używane do przewozu tzw. ładunków na kołach. Można wśród nich wyróżnić: samochodowce PCC (Pure Car Carrier), Pure Car and Truck Carrier (PCTC), statki ConRo (Container Ro-Ro), drobnicowce Ro-Ro (General Cargo Ro-Ro, GenRo), RoPax, Complete RoRo. Poza wyżej wymienionymi typami ładunków przewożą one także załogę, wyposażenie oraz sporadycznie pasażerów. |
|  | 4. Zbiornikowiec (tanker ship) Jest to specjalistyczny statek do przewożenia dużej ilości ładunków płynnych. Zbiornikowce dzielą się na różne podtypy w zależności od rodzaju przewożonego ładunku. Głównymi podtypami zbiornikowców są: - tankowce (oil tanker, crude oil carrier): przewożą głównie ropę naftową i jej surowe produkty uboczne; - chemikaliowce (chemical carrier): typy tankowców przeznaczone do przewozu luzem chemikaliów; - produktowce (product carrier): typy tankowców przeznaczone do przewozu luzem produktów rafineryjnych ropy naftowej; - gazowce (liquified gas carriers): statki przeznaczone do masowego transportu LPG, LNG lub skroplonych gazów chemicznych; - inne typy zbiornikowców: zbiornikowce do soków, wina, zintegrowane zestawy holownicze itp. Ze względu na wielkość, zbiornikowce są klasyfikowane jako: VLCC, ULCC, Panamax, Aframax, Suezmax, Capesize, Handymax, Lighter, Handy. Poza ładunkiem opisanym powyżej przewożą one także załogę, wyposażenie oraz sporadycznie pasażerów. |
|  | 5. Pogłębiarka (dredger) Jest to statek wyposażony w narzędzia wykopowe, służące do usuwania piasku i innych rodzajów osadów z dna morskiego. Pogłębianie jest czynnością wydobywczą, zwykle wykonywaną pod wodą, w płytkich morzach lub na obszarach słodkowodnych, w celu zebrania osadów dennych, budowy konstrukcji nawodnych, poszerzenia i pogłębienia torów wodnych dla innych jednostek. Wykorzystywane są też w górnictwie głębinowym i pracach offshore na wodach międzynarodowych. Pogłębiarki dzieli się głównie na dwa typy: mechaniczne i hydrauliczne. Ich podstawową funkcją jest transport urobku z dna na statek do przewozu ładunków masowych lub bezpośrednio do akwenu jego składowania. Poza ładunkiem, składowanym częściowo na burcie, pogłębiarki przewożą również załogę i wyposażenie. |
|  | 6. Statek poławiający / rybacki (fishing vessel) Jest to statek używany do rekreacyjnego lub komercyjnego rybołówstwa morskiego. Statki rybackie dzielą się głównie na dwa typy – trawlery (trawlers) i statki do połowów okrężnicą (sejnerem – purse seiners). Trawler rybacki, znany również jako dragger, jest komercyjnym statkiem rybackim przeznaczonym do obsługi włoków rybackich. Poławianie włokiem to metoda polegająca na aktywnym ciągnięciu sieci w kształcie włoka za jednym lub kilkoma trawlerami. Poławianie okrężnicą jest natomiast metodą statyczną polegającą na otoczeniu siecią ławicy ryb. Do statków rybackich zalicza się także przetwórnie (factory ship): duże statki oceaniczne z urządzeniami pokładowymi do przetwarzania i zamrażania złowionych ryb. Poza ładunkiem, który stanowią ryby i owoce morza, statki rybackie przewożą także załogę, wyposażenie oraz sporadycznie pasażerów. |
|  | 7. Holowniki (tugs) Są to statki, które wspomagają inne jednostki (także takie pozbawione własnego napędu) w manewrowaniu, pchając je lub ciągnąc; czynności podejmowane w związku z holowaniem niejednokrotnie mogą przybrać postać transportu drogą morską, np. podczas udzielania przez statek siły pociągowej drugiemu statkowi lub innemu obiektowi celem przesunięcia go po powierzchni wody. |
|  | 8. Tendry (ship's tender) To statki używane do obsługi lub wsparcia innych statków lub łodzi; zazwyczaj transportują ludzi lub zaopatrzenie na brzeg lub na inny statek; mniejsze statki mogą również mieć pomocnicze łodzie – „tendry”, zwykle nazywane pontonami, bajbotami lub bąkami. |
|  | 9. Statki pilotowe (pilot vessels) Statki te służą do transportu pilotów portowych i morskich. |
|  | 10. Kablowce (cable layers) Statki do układania kabli na dnie morskim, transportują rury/kable, przemieszczają się w trakcie procesu ich układania, przewożą zaopatrzenie i pasażerów; marynarze wykonujący pracę na tego rodzaju statkach mogą zostać objęci tzw. systemem DIS (system zwalniający właścicieli statków z podatku dochodowego i składek na ubezpieczenie społeczne marynarzy pracujących na pokładzie kwalifikowalnych statków, jako że statki te są eksploatowane w takim samym zakresie, co statki wykonujące typowy transport morski); kablowce są specjalistycznymi statkami morskimi określanymi jako other cargo ship (tj. inne przewożące ładunek) i muszą być poddawane takim samym kontrolom technicznym i kontrolom bezpieczeństwa, co statki przeznaczone do innego transportu morskiego. |
|  | 11. Statek do układania rurociągów podmorskich (pipe layers) Statki do układania rurociągów na dnie morskim są eksploatowane w takim samym zakresie jak cable layers (kablowce). |
|  | 12. Statki dźwignicowe (heavy lift) Statki te dostosowane są do podnoszenia na morzu dużych ciężarów i transportowania ich między portami, np. w trakcie prac ratowniczych oraz do przewozu i wodowania platform morskich. Statki te budowane są jako jedno lub dwukadłubowe. Zgodnie z § 429 ust. 3 Rozporządzenia Ministra Gospodarki z dnia 25 kwietnia 2014 r. w sprawie szczegółowych wymagań dotyczących prowadzenia ruchu zakładów górniczych wydobywających kopaliny otworami wiertniczymi, „jeżeli za pomocą urządzenia dźwigowego mają być transportowani ludzie na morską jednostkę lub z niej, kierownik morskiej jednostki opracowuje instrukcję określającą szczegółowe warunki bezpieczeństwa, obowiązujące przy wykonywaniu tych czynności”. |
|  | 13. Statki badawcze (research vessels) Są to specjalne typy statków klasyfikowane jako other cargo (inne przewożące ładunek) wykorzystywane do prowadzenia różnorodnych badań na morzu, przewożenia specjalistycznych ładunków, sprzętów, danych, oraz do przewożenia specjalistycznego personelu np. geologów, geofizyków czy badaczy ssaków morskich, którzy znajdują się na statku w charakterze pasażerów Jedne z najpopularniejszych typów statków badawczych to statki sejsmiczne, hydrograficzne, oceanograficzne, polarne, statki badawczo-poszukiwawcze (czyli statki offshorowe, zwane potocznie sejsmikami). |
|  | 14. Statki ratownicze i ratunkowe (salvage vessels, SAR ships) Są to statki zaangażowane w odzyskiwanie utraconego mienia na morzu i akcje ratownicze. |
|  | 15. Statki latarniowe/ latarniowce (lighthouse ships) Są to statki, które zastępują latarnie morskie; są używane na wodach, które są zbyt głębokie lub w inny sposób nieodpowiednie do budowy stałych latarni morskich lub zastąpienia ich pławami. |
|  | 16. Statki do przewozu drewna (timber carriers) |
|  | 17. Statki do przewozu zwierząt (livestock carriers) |
|  | 18. Lodołamacze (Icebreaker vessels) Są statki umożliwiające żeglugę w lodach innym jednostkom. |

### Statki typu offshore wykonujące morski transport międzynarodowy.
Jednostki pływające offshore, które wykonują międzynarodowy transport morski przewożą załogę, pasażerów, zaopatrzenie oraz specjalistyczny ładunek (np. kable sejsmiczne, ropę naftową i jej pochodne, działka i łańcuchy hydrofonowe, wiertnice morskie itd.)
Wymienione wyżej jednostki stanowią współcześnie największą grupę statków specjalnych o ogólnym przeznaczeniu do prac i transportu w obszarze offshore.  Niezależnie od terminologii stosowanej przez poszczególnych klasyfikatorów, podstawowe funkcje transportowe danych typów statków w offshore są złożone i nie można ich jednoznacznie zaszeregować do wyłącznie jednej z podstawowych grup transportowych. Wyróżnia się, zatem następujące rodzaje jednostek offshore:
1. Other cargo ship – statek sklasyfikowany według międzynarodowych przepisów jako jednostka pływająca wykonująca nietypowe specjalistyczne usługi transportowe. Zakres przewozu jest bardzo szeroki, obejmuje pasażerów oraz wszelkiego rodzaju ładunki w formie kontenerów, zaopatrzenia, paliwa, ropy naftowej, produktów naftowych, produktów przemysłu chemicznego, skroplonego gazu, surowców, różnego rodzaju specjalistycznego sprzętu;
2. MODU (Mobile Offshore Drilling Unit)[6] – jest to ruchoma jednostka pływająca, zazwyczaj pozycjonowana dynamicznie, której podstawową funkcją transportową jest wydobycie spod dna morskiego węglowodorów i ich składowanie oraz transport na inne jednostki. Tym jednostkom można przypisać funkcję transportu osób oraz ładunków płynnych;
3. Statek badawczy gómictwa podmorskiego odkrywkowego (research vessel for seabed mining) – to jednostka specjalistyczna jednostka pływająca bezpośrednio wspomagająca transport morski, która przystosowana jest do poszukiwawczych badań osadów dna morskiego, wyposażona w urządzenia do badań sejsmicznych: działka i łańcuchy hydrofonowe, kamery telewizyjne i fotograficzne, próbniki do pobierania próbek i konkrecji, laboratoria metalurgiczne i chemiczne;
4. Statek sejsmiczny (seismic vessel) – specjalistyczna jednostka pływająca wykonująca transport morski oraz wspomagająca bezpośrednio transport morski wykonywany przez inne jednostki, wykorzystywana do eksploracji podmorskich złóż węglowodorów; jest wyposażona w kable hydrofonowe (streamers) odbierające sztucznie generowane fale sejsmiczne (hydroakustyczne); umożliwia tworzenie trójwymiarowych map dna morskiego/struktur skalnych pozwalających na określenie prawdopodobieństwa występowania złóż węglowodorów; w tym celu pełni funkcję transportową kabli hydrofonowych, materiałów eksploatacyjnych, załogi badawczej (np. geofizyków, biologów, badaczy ssaków morskich) oraz ładunku (kontenery, dane, pomiary); statek przewozi dane w formie materialnej jako swoisty rodzaj ładunku, który jest następnie przekazywany w porcie przedstawicielom armatora, co potwierdza przewóz przez statek swoistego rodzaju ładunku; dodatkowo wykonuje przewóz osób, które nie stanowią członków regularnej załogi;
5. Statek wydobywczy (seabed mining vessel) – specjalistyczna jednostka pływająca, która stosowana jest w odkrywkowym górnictwie morskim do wydobywania, składowania i przewozu surowców mineralnych z dna morza. Pojemność ładowni takich statków dochodzi do 46 tys. m³, zaś wydajność urządzeń wydobywczych do 1000 m³/h;
6. Statek do stymulacji odwiertu (well stimulation vessel) – to specjalistyczna jednostka pływająca wspomagająca bezpośrednio transport morski, która wtłacza do odwiertu w dnie morza specjalne ciecze, żele lub emulsje, które przez otwory w okładzinie odwiertu działają na skałę, powodując jej rozsadzanie i zwiększenie przesiąkalności węglowodorów. Jej podstawową funkcją transportową jest przewóz wyposażenia i substancji chemicznych;
7. Statek wiertniczy (drill ship) – specjalistyczna jednostka pływająca wspomagająca bezpośrednio transport morski, która przystosowana jest do wykonywania głębokich wierceń poszukiwawczych węglowodorów poniżej dna morskiego. Statek ten jest wyposażony w wiertnicę morską, urządzenia specjalne charakterystyczne dla statków badawczych górnictwa podmorskiego, rury wiertnicze i ich magazyny rur wiertniczych, magazyny płuczki, laboratoria, systemy dynamicznego pozycjonowania; prowadząc wiercenia i poszukiwania złóż ściśle współpracuje z różnymi typami jednostek offshore; jest jednostką wspomagającą transport ropy naftowej i gazu ziemnego i stanowi pierwszy etap wydobycia i transportu ładunku na inna jednostkę;
8. Statek do układania rurociągów podmorskich (pipe layer) – specjalistyczna jednostka pływająca, której podstawową funkcją transportową jest dowóz rurociągu w odcinkach do miejsca układania, a następnie zaspawanie, zaizolowanie i położenie rurociągu na dnie;
9. Offshore support / service / supply vessel (OSV, PSV, MPSV) – specjalistyczna jednostka pływająca, której podstawową funkcją transportową jest dostarczenie zaopatrzenia, pasażerów lub zapewnienie bezpieczeństwa wykonywanej pracy przez inne jednostki offshore. Transportuje różnorodne ładunki (włącznie z paliwami płynnymi) i pasażerów.
10. FPSO (floating production, storage and offloading) – morska jednostka specjalistyczna biorąca udział w procesie transportu ładunku tuż po jego wydobyciu, czyli pływający punkt produkcji, przechowywania i załadunku ropy naftowej i gazu ze złóż podmorskich; podstawową funkcję transportową jednostki stanowi wydobywanie, wstępne oczyszczenie, przechowywanie oraz przeładunek ropy naftowej i gazu; wspomagająca funkcja transportowa realizowana jest w ten sposób, że po wydobyciu, zgromadzeniu i przechowaniu znacznej ilości surowca, przeładunek może następować za pomocą boi przeładunkowej, przy użyciu pływających wężów na tankowiec lub bezpośrednio na tankowiec typu shuttle tanker; FPSO w każdym momencie może zmienić swoje położenie celem dalszego uczestnictwa w łańcuchu transportowym surowca wydobywanego spod dna morskiego;
11. FSO (floating storage and offloading) – specjalistyczna jednostka morska pełniąca analogiczne funkcje do FPSO z wyjątkiem produkcji (przetwarzania surowych węglowodorów);
12. AHTS (anchor handling tug / supply vessel) – specjalistyczne jednostki pełniące funkcje holownicze, które przystosowane są do układania kotwic platform wiertniczych lub wydobywczych na dnie. Spełniają także wiele funkcji niezwiązanych z ich podstawowym przeznaczeniem tj. holowanie jednostek pozbawionych własnego napędu lub jednostek uszkodzonych do i z akwenów wydzielonych tzw. exlusive zone. Niektóre z nich mogą być zaliczane do jednostek wielozadaniowych MPSV (multi purpose support vessel). Ich bezpośrednia funkcja transportowa polega na przewozie zaopatrzenia, robotników oraz kotwic do mocowania w dnie;
13. ERRV (emergency response rescue vessels) – specjalistyczne jednostki ratownicze o konstrukcji specyficznej dla potrzeb eksploatacji różnych instalacji offshore. Służą także zabezpieczeniu prac offshore przed nieuprawnionym ruchem innych jednostek;
14. DSV (dive support vessel) – jest specjalistyczną morską jednostką pływająca, której podstawową funkcją transportową jest dowóz oraz obsługa pracowników morskich wykonujących prace podwodne. Te jednostki transportują pasażerów, wyposażenie i materiały niezbędne do prac podwodnych, w tym bezzałogowe ROV (remotely operated vehicle) oraz AUV (autonomous underwater vehicle);
15. Accommodation platform – specjalistyczna jednostka morska, która pełni funkcję transportową pasażerów pod postacią pływającego hotelu. Obsługuje pracowników morskich pracujących na innych statkach, czy platformach, lub na pozostałych strukturach osadzonych na dnie morskim. Wspomaga bezpośrednio międzynarodowy transport morski, ponieważ platforma zaopatrzona jest w m.in. kwatery mieszkalne i rekreacyjne dla załogi offshorowej, magazyny żywności, magazyny paliwa lotniczego, infrastrukturę oczyszczającą ścieki. Ma zazwyczaj na burcie zlokalizowane lądowisko dla helikopterów, które pełni funkcję transportową pasażerów i umożliwia dostęp na ląd lub statki, służy także do ułatwienia ewakuacji medycznej lub transportu pacjentów do centrów urazowych położonych na lądzie albo statku szpitalnym;
16. Statek hydrograficzny (hydrographic vessel) – to specjalistyczny statek morski, który wyposażony jest w hydrograficzne urządzenia pomiarowo-badawcze w celu określenia podwodnej topografii dla sporządzenia precyzyjnych map morskich lub planów infrastruktury na dnie morza. Prowadzi między innymi pomiary sondażowe głębokości akwenu, skanuje dno dla zlokalizowania wraków i pojazdów podwodnych. Statek weryfikuje, nadzoruje i ustala pozycje oznakowania nawigacyjnego i akustycznych przekaźników położenia (transponderów systemów HPR). Pełni funkcję transportową pasażerów, hydrografów i ich sprzętu.

### Szybkie jednostki pływające wykonujące międzynarodowy transport morski
Szybkie jednostki pływające są szczególnym rodzajem zaawansowanych technologicznie pojazdów morskich, które charakteryzują się wysokimi prędkościami eksploatacyjnymi. Niektóre z głównych typów jednostek szybkich to: wielokadłubowce (multihulls including wave piercers), katamarany o małej wodnicy SWATH (small waterplanearea twin-hulls), statki z efektem powierzchniowym SES (surface effect ships), poduszkowce, wodoloty, ekranoplany WIG (wing in ground crafts). Tego typu jednostki przewożą załogę, pasażerów i różne rodzaje ładunków. Mogą być różnie klasyfikowane, także jako jednostki specjalne lub jednostki offshore.

### Komercyjne jachty pełnomorskie wykonujące międzynarodowy transport morski
Komercyjne jachty pełnomorskie – statki przeznaczone lub używane wyłącznie do uprawiania sportu lub rekreacji, w ramach prowadzenia działalności polegającej na:
- odpłatnym przewozie osób,
- odpłatnym wykonywaniu rejsów szkoleniowych,
- odpłatnym udostępnianiu statku w celach połowu organizmów morskich na podstawie sportowego zezwolenia połowowego zgodnie z przepisami o rybołówstwie,
- odpłatnym udostępnianiu statku obsadzonego załogą,
- każdym innym odpłatnym wykorzystaniu lub udostępnianiu statku.

Jednostki te przewożą załogę i pasażerów w ruchu międzynarodowym i krajowym.

## Klasa rejonu żeglugi a międzynarodowy transport morski
O możliwości eksploatacji statku w żegludze międzynarodowej przesądza oznaczenie klasy określającej ograniczenie rejonu żeglugi. Zgodnie z Przepisami Klasyfikacji i Budowy Statków Morskich wydanymi przez  Polski Rejestr Statków (Przepisy Klasyfikacyjne PRS), „jeżeli statek został zbudowany z zastosowaniem ulg dla określonego rejonu żeglugi, przewidzianych w Częściach: II – Kadłub, III – Wyposażenie kadłubowe, IV – Stateczność i niezatapialność, V – Ochrona przeciwpożarowa oraz VI – Urządzenia maszynowe i urządzenia chłodnicze, to w symbolu klasy umieszcza się znaki I, II lub III, które mają następujące znaczenie:
I – żegluga jest możliwa po morzach otwartych w odległości do 200 mil morskich od miejsca schronienia, z dopuszczalną odległością między dwoma miejscami schronienia do 400 mil morskich i żegluga po morzach zamkniętych;
II – żegluga po morzach otwartych w odległości do 50 mil morskich od miejsca schronienia, z dopuszczalną odległością między dwoma miejscami schronienia do 100 mil morskich i żegluga po morzach zamkniętych, w granicach określonych dla każdego przypadku w Świadectwie klasy oraz żegluga po Morzu Bałtyckim;
III – żegluga po morzach otwartych i zamkniętych w odległości nie większej niż 20 mil morskich od linii brzegu morskiego, w granicach określonych dla każdego przypadku w Świadectwie klasy”.
Dla statków nieograniczonego rejonu żeglugi nie umieszcza się w symbolu klasy żadnego znaku rejonu żeglugi (art. 3.4.3.4.2 Przepisów Klasyfikacyjnych PRS).
Podobna regulacja znajduje się w przepisach klasyfikacyjnych DNV GL. Zgodnie z dokumentem Rules For Classification, Part 1, General regulations, Chapter 2, Class notations, w przypadku ograniczenia żeglugi statku do określonych obszarów, nadaje się oznaczenie R połączone z określonym numerem bądź literą. Przykładowo, oznaczenie RE oznacza, że statek może być eksploatowany wyłącznie na akwenach zamkniętych, tj. porty, fiordy, rzeki czy jeziora. Oznaczenie R4 oznacza z kolei, że statek może być eksploatowany w odległości nie większej niż 5 mil morskich zimą oraz 10 mil morskich latem od najbliższego portu. Podobnie jak w przypadku Przepisów Klasyfikacyjnych PRS, brak stosownego oznaczenia świadczy o tym, że statek może być eksploatowany bez ograniczeń o charakterze terytorialnym.

### Konwencje międzynarodowe
1. Konwencja w sprawie międzynarodowych przepisów o zapobieganiu zderzeniom na morzu, Londyn, 1972, ratyfikowana przez Polskę ustawą w 1977 r. (Dz. U. z 1977 r. Nr 15, poz. 61 i 62) z późniejszymi zmianami;
2. Międzynarodowa konwencji o bezpieczeństwie na morzu z 1974 r. (SOLAS) (Dz.U. z 1984 r. nr 61 poz. 318);
3. Konwencja o kontroli i postępowaniu ze statkowymi wodami balastowymi (BMW 2004);
4. Konwencja helsińska z dnia 9 kwietnia 1992 r. o ochronie środowiska obszaru Morza Bałtyckiego (Dz. U. z 2000 r. Nr 28, poz. 346);
5. Międzynarodowa Konwencja o zapobieganiu zanieczyszczaniu morza przez statki, sporządzona w Londynie dnia 2 listopada 1973 r. wraz z załącznikami I, II, III, IV, i V, oraz Protokół dotyczący tej konwencji, wraz z załącznikiem I, sporządzony w Londynie dnia 17 lutego 1978 r. (Dz.U. z 1987 r. nr 17, poz. 101);
6. Konwencja Narodów Zjednoczonych o prawie morza, sporządzona w Montego Bay dnia 10 grudnia 1982 r. (Dz.U. 2002 nr 59 poz. 543);
7. Konwencja wielostronna implementująca środki traktatowego prawa podatkowego mające na celu zapobieganie erozji podstawy opodatkowania i przenoszeniu zysku, sporządzona w Paryżu dnia 24 listopada 2016 r. (Dz. U. z 2018 r. poz. 1369).

### Akty prawne – prawo krajowe
1. Ustawa z dnia 18 września 2001 r. Kodeks morski (Dz.U. z 2023 r. poz. 1309)
2. Ustawa o bezpieczeństwie morskim z dnia 18 sierpnia 2011 r. (Dz.U. z 2025 r. poz. 883);
3. Rozporządzenie Ministra Obrony Narodowej i Ministra Spraw Wewnętrznych i Administracji z dnia 10 marca 2023 r. w sprawie zakresu stosowania międzynarodowych przepisów o zapobieganiu zderzeniom na morzu przez jednostki pływające Sił Zbrojnych Rzeczypospolitej Polskiej, Straży Granicznej, Policji i Służby Ochrony Państwa (Dz.U. z 2023 r. poz. 469);

### Pozaprawne źródła mające istotny wpływ na interpretację obowiązujących przepisów
1. Główny Urząd Statystyczny: Szczegółowy opis kodów usług do badania realizowanego na formularzach DNU-K i DNU-R (2019 r.).
2. Przepisy klasyfikacji i budowy statków morskich Polskiego rejestru Statków, opracowane i wydane przez Polski Rejestr Statków S.A.
3. Przepisy klasyfikacyjne DNV GL (DNV GL AS. RULES FOR CLASSIFICATION. Ships. Edition January 2017. Part 1 General regulations. Chapter 2 Class notations)  (Przepisy klasyfikacyjne DNV GL).